# Parc national de Karlamilyi
Le parc national de Karlamilyi (en anglais : Karlamilyi National Park) est un parc national australien situé dans la région de Pilbara en Australie-Occidentale, à 250 km au nord-est de Newman et à 1 250 km au nord-est de Perth, capitale de l'État. Établi en mai 1977, il est le deuxième plus grand parc national du pays, le plus grand de l'État et l'un des plus grands du monde, avec une superficie de 12 837 km2.

## Situation

Carte du parc.

La région, appelée Karlamilyi, est traditionnellement celle des Martu. Il existe deux communautés aborigènes dans le parc : Parnngurr et Punmu. Le parc est situé entre le Petit Désert de Sable et le Grand Désert de Sable et comprend le bassin versant de la rivière Rudall. Il est accessible plus facilement depuis la route de la rivière Rudall qui relie la piste Talawana au sud et la route de la mine Telfer au nord.
La rivière Rudall est à l'origine nommée par Frank Hann, l'un des premiers Européens à explorer la région. Il dédie la rivière en l'honneur d'un autre explorateur, William Frederick Rudall. Lorsque le parc national est établi en 1977, il est appelé parc national de Rudall River (Rudall River National Park). Le nom est changé en 2008 en parc national de Karlamilyi pour reconnaître les propriétaires traditionnels de la région.